# Čertova rokle (Brno)
Čertova rokle v Brně je městský lesopark uprostřed sídliště Lesná o rozloze 12 ha. Tvoří ji 700 m dlouhý terénní zářez s původním porostem i nově vysázenou zelení. Součástí je přírodní amfiteátr, dětská hřiště a víceúčelová sportoviště. V roce 2020 byla postavena přes Čertovu rokli lávka pro pěší.

## Galerie

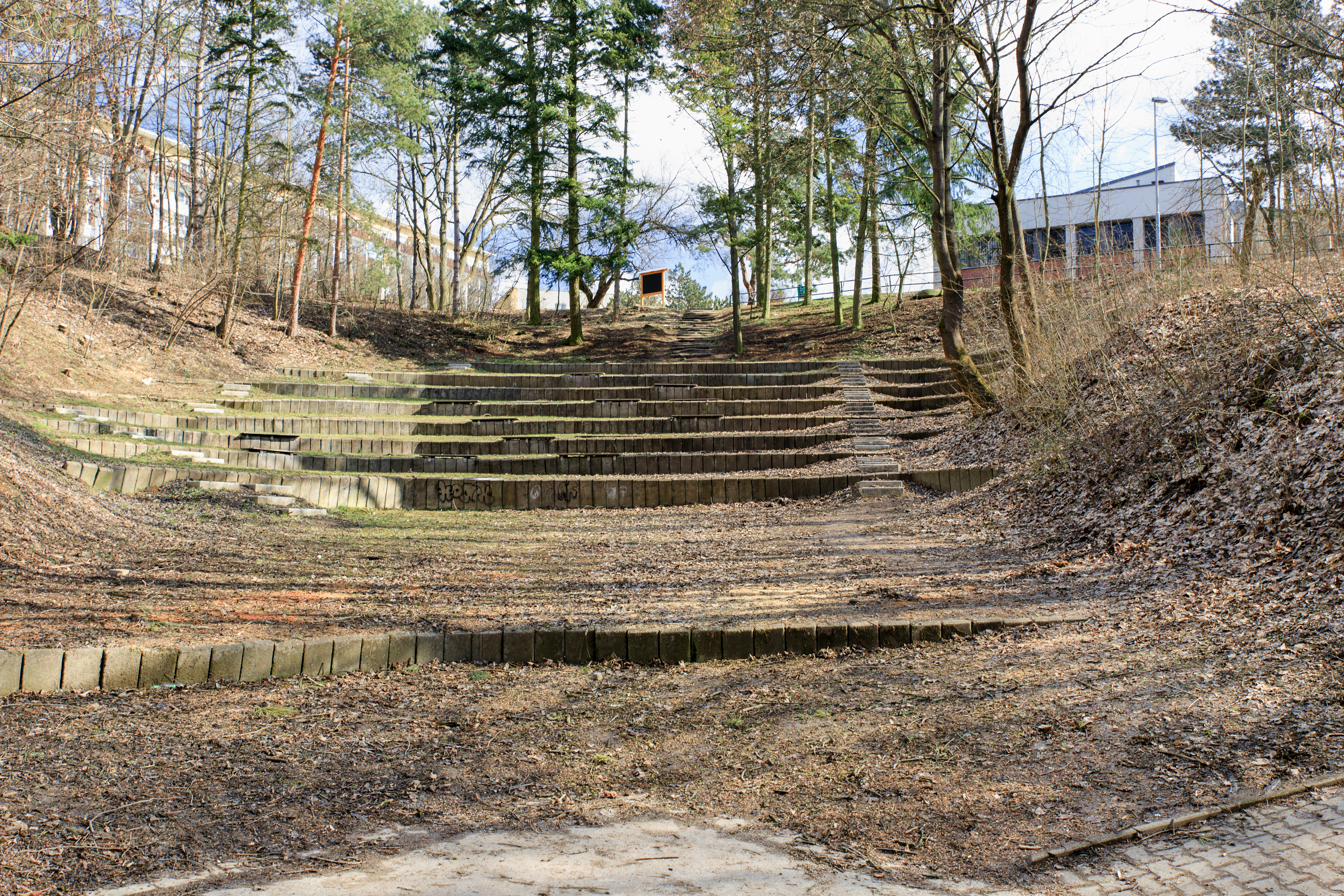
Amfiteátr
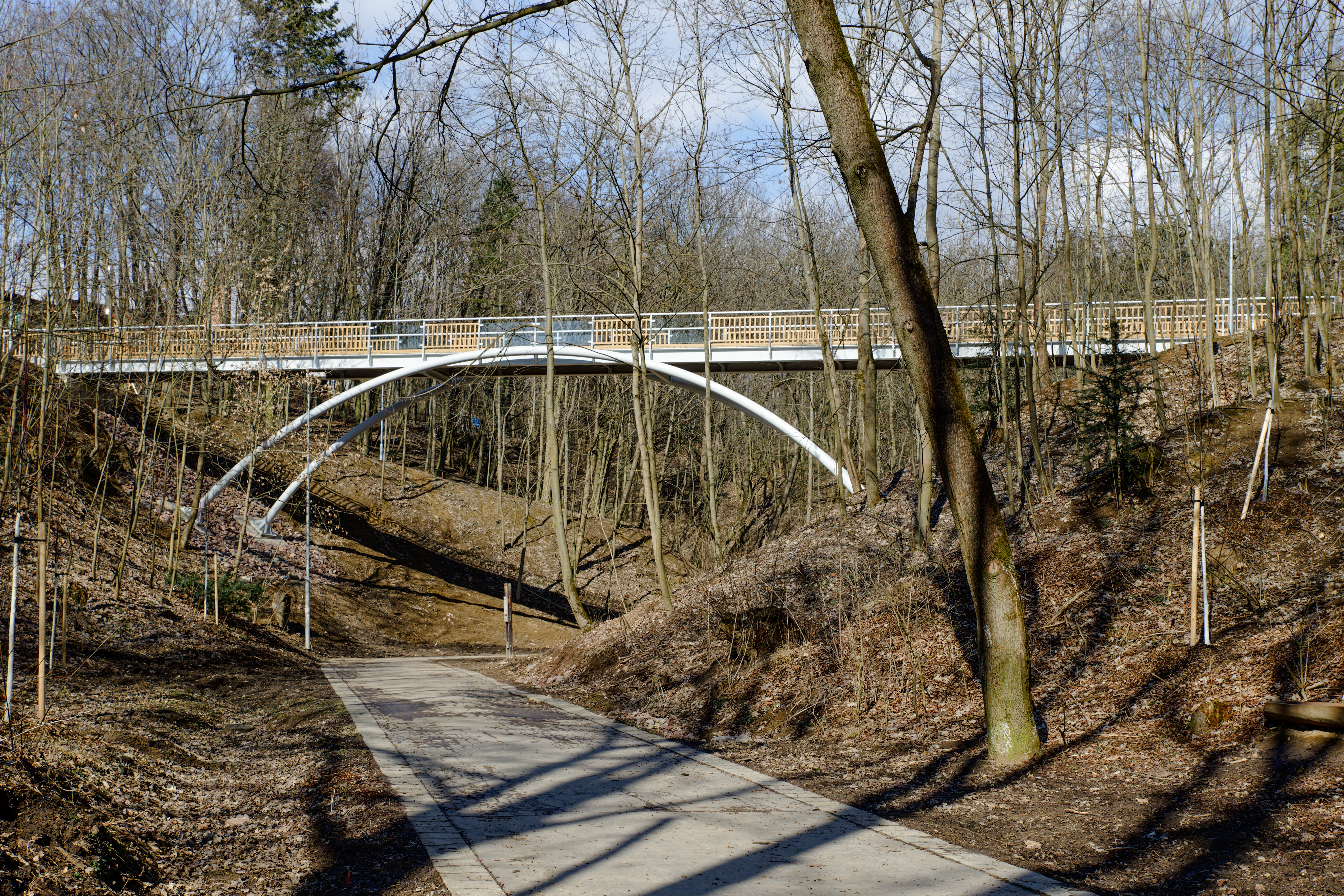
Lávka přes rokli